# اقلیم اورانوس

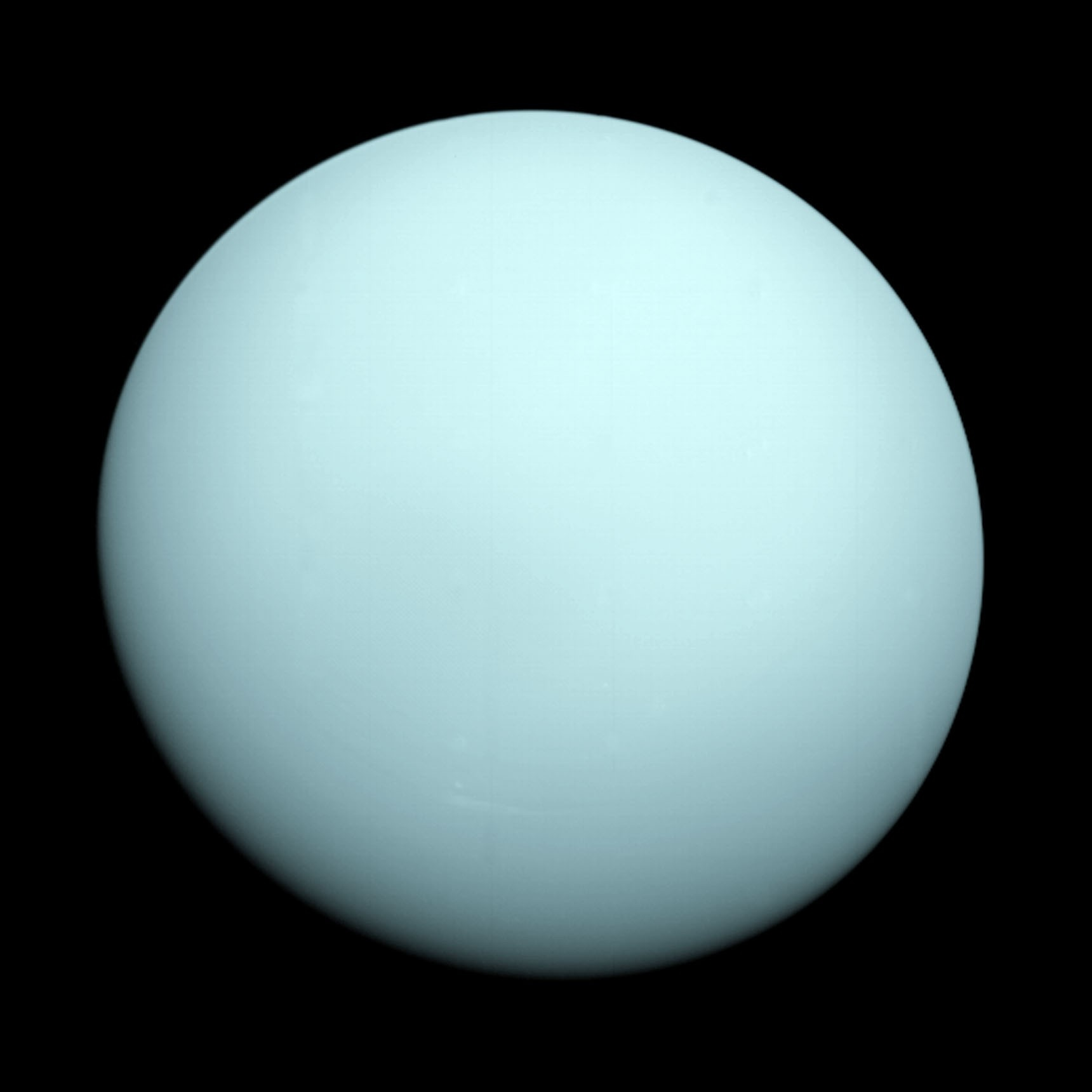
اورانوس از دید وویجر ۲

وویجر ۲ کشف کرد اورانوس فعالیت جوی ناچیزی دارد و طوفان‌هایش به شدت طوفان‌های مشتری، زحل و نپتون نیست. ده روز پیش از نزدیک‌ترین ملاقات وویجر ۲ با اورانوس، ابرهای کوچکی را در لایهٔ بالایی جو این سیاره کشف کرد که همین باعث شد دانشمندان سرعت بادهای اورانوس را ۴۰ تا ۱۶۰ متر در ثانیه تخمین بزنند در حالی که سرعت بادهای معروف به جریان جت در زمین حدود ۵۰ متر در ثانیه است. البته اخترشناسان در اواخر سال ۲۰۰۴ به وسیلهٔ تلسکوپ ده‌متری کک که در کوهستان موناکی هاوایی قرار دارد، دریافتند در جو اورانوس هم تعداد زیادی طوفان‌های کوچک و بزرگ وجود دارد.
این سیاره به پهلو خوابیده است، یعنی محور گردشش حدود ۹۸ درجه نسبت به حالت عمود بر صفحهٔ مداری سیاره اختلاف زاویه دارد. بعضی دانشمندان دلیل کج‌بودن سیاره را برخورد یک جرم عظیم شاید هم‌اندازهٔ یک سیارهٔ سنگی در گذشته‌های دور با اورانوس می‌دانند. به این دلیل که سیاره به پهلو خوابیده‌است اورانوس طولانی‌ترین فصل‌ها را در میان دیگر سیارات داراست، یعنی هر فصل آن حدود ۲۱ سال زمینی طول می‌کشد. مدت چرخش اورانوس به دور خورشید ۸۴ سال زمینی است. ۴۲ سال زمینی یا نیم سال اورانوسی قطب شمال رو به خورشید است و از آن نور می‌گیرد و نیم سال اورانوسی قطب شمال تاریک و قطب جنوب سیاره رو به خورشید است. با توجه به این قطبی که روبه خورشید است می‌بایست گرم‌تر از قطبی باشد که در تاریکی قرار دارد اما وویجر ۲ کشف کرد دمای اورانوس در همه جای آن حدود ۲۱۴- درجهٔ سانتی‌گراد است. احتمالاً ساز و کاری ناشناخته حرارت را در جو سیاره پخش می‌کند.